# Montreux
Montreux svájci város a Genfi-tó partján, Vaud kantonban.

## Fekvése
Montreux francia Svájcban található. A város több ezer méteres hegyek lábánál, a Genfi-tóba (francia nevén Lac Leman) nyúló földnyelven helyezkedik el. A partszakaszt a svájci Riviérának is nevezik.

## Története
A város már a római időben lakott volt.
A középkorban a Wallisok birtoka volt, majd Sion püspöké lett. A város a latin monasterium (kolostor) szóból ered. 1295-ben Oroni Girard hercegé lett. 1317-ben a savoyai grófok kapták meg.
1798 és 1803 között a Helvét Köztársaság Léman kantonjának része lett (előzőleg elvben része volt az államként nem funkcionáló Léman Köztársaságnak is).

## Lakosság
A lakosság 74,4%-a francia, 6,2%-a német, 4%-a olasz anyanyelvű.

## Kultúra

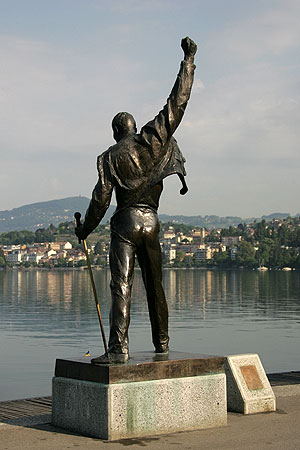
Freddie Mercury szobor Montreux-ben.

Montreux híres a gazdag fesztiváléletéről.
- A Montreux-i Jazz Fesztivál 1967 óta a város júliusi attrakciója.
- A Freddie Mercury emlékfesztivált 2003 óta szeptember első napjaiban rendezik.

A Deep Purple Smoke on the Water című száma egy megtörtént eseményt örökít meg, amikor is 1971-ben a montreux-i kaszinóban fellépő Frank Zappa koncertje alatt egy őrült a mennyezetet lángba borította egy lángszóróval.
1978-ban a Queen együttes megvásárolta a helyi Mountain Studiost, ahol több albumukat felvették (Jazz, Hot Space, A Kind of Magic), de bérbe is adták például David Bowie-nak vagy a Led Zeppelinnek is. Az együttes Made in Heaven albumának borítóján a helyi Freddie Mercury szobor szerepelt.

## Gazdaság
A város fő bevételi forrása a turizmus. Kereken 9500 munkahely van a városban. Lakosságának 13%-a az iparban dolgozik, a többi a szolgáltatásokban.

## Látnivalók

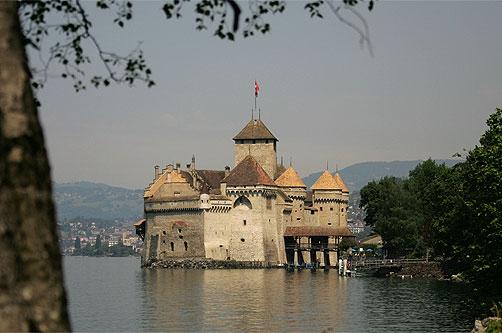
Château de Chillon

- A 12. században alapított Château de Chillon
- Freddie Mercury-szobor
- Ruzo múzeum
- A 2045 m magasan fekvő Rochers-de-Naye csúcsot hegyivasúton lehet elérni Montreux-ből.

## Képzés
A legfontosabb képzési központ a kantonban. Itt található egy szakiskola és egy gimnázium. A hotelszakiskola 1962-ben alakult.
A Montreux feletti hegyormon Caux-ban található a Swiss Hotel Management School, Svájc legnagyobb nemzetközi hoteliskolája, amely angol nyelven biztosít felsőfokú képzést.

## Testvértelepülések
- Wiesbaden Németország 1953
- Menton Franciaország 1953
- Csiba Japán 1996
- Göd Magyar